# Engelsk rätt

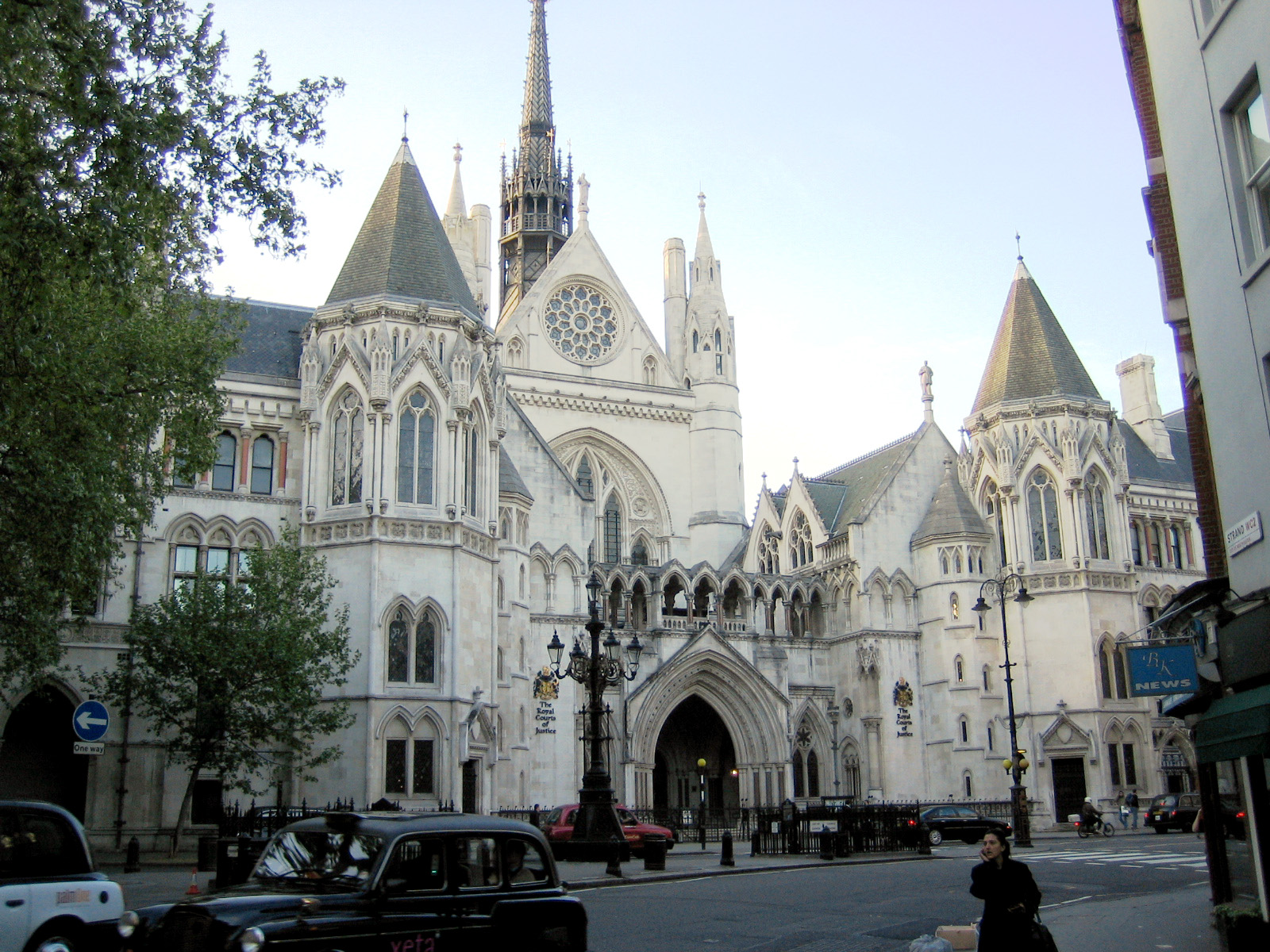
Royal Courts of Justice i Westminster är säte för High Court of Justice of England and Wales och Court of Appeal of England and Wales.

Engelsk rätt (engelska: English law) är den rättsordning som råder i England och Wales och är grunden till common law-baserade rättssystem som finns i Republiken Irland och de flesta länder inom Samväldet  och USA exklusive Louisiana. Det står i motsatsförhållande till civil law-baserade eller blandade rättssystem som finns i andra länder, till exempel det skotska.
Engelsk rätt exporterades till de flesta samväldesländer under Brittiska imperiets dagar och bildar grund för rättspraxis fi de flesta av dessa länder. Engelsk rätt som fanns innan den amerikanska revolutionen är fortfarande en del av amerikansk rätt och ligger till grund för många amerikanska rättsliga traditioner och förfaranden. Undantaget är delstaten Louisiana, vars rättssystem bygger på den franska kolonialmaktens rättstraditioner.
I snäv mening gäller engelsk rätt i England och Wales. Wales har numera ett regionparlament, Wales nationalförsamling, och alla lagar det antar eller ändrar ryms inom de områden som föreskrivs i Government of Wales Act 2006 eller andra lagar stiftade av Storbritanniens parlament. Dessutom kan denna lagstiftning tolkas av hela domstolsväsendet i England och Wales.
Engelsk common law går huvudsakligen ut på att domare tillämpar sitt förnuft och sin kunskap om prejudikat (stare decisis) på de fakta som presenterats för dem i domstol. Ett beslut av den högsta appellationsdomstolen i England och Wales, Storbritanniens högsta domstol (tidigare parlamentets överhus), är prejudicerande för alla andra domstolar i  hierarkin. Mord är exempelvis inte ett brott mot någon av parlamentet stiftad lag utan ett common law-brott; det grundar sig på domstolarnas konstitutionella myndighet och tidigare domar. Common law kan ändras eller upphävas av parlamentet; till exempel är livstids fängelse obligatorisk påföljd för mord, men tidigare var det belagt med dödsstraff.
Den äldsta ännu gällande lagen är Distresslagen från 1267, som är en del av Marlboroughstatutet, antaget under kung Henrik III. Fortfarande gällande är också tre sektioner av Magna Carta, som undertecknades i 1215 och är en milstolpe i engelsk rättshistoria, men de härstammar från antagandet av ny lagstiftning 1297.